# Capucin jacobin
Lonchura molucca
Espèce
Statut de conservation UICN

 LC  : Préoccupation mineure
Le Capucin jacobin (Lonchura molucca) est une espèce de passereau appartenant à la famille des Estrildidae.

## Répartition
Il est endémique en Indonésie.

## Habitat
Il est très répandu dans les jardins, les broussailles, les forêts et les prairies tropicales et subtropicales.